# San Antonio Buenavista, Delstaten Mexiko
San Antonio Buenavista är en ort i Mexiko.   Den ligger i kommunen Toluca och delstaten Mexiko, i den sydöstra delen av landet, 60 km väster om huvudstaden Mexico City. San Antonio Buenavista ligger 2 771 meter över havet och antalet invånare är 5 937.
Terrängen runt San Antonio Buenavista är kuperad söderut, men norrut är den platt. Runt San Antonio Buenavista är det mycket tätbefolkat, med 2 103 invånare per kvadratkilometer. Närmaste större samhälle är Toluca, 6,8 km öster om San Antonio Buenavista. Runt San Antonio Buenavista är det i huvudsak tätbebyggt.